# الأرملة المرحة (فلم 1925)
الأرملة المرحة (بالإنجليزية: The Merry Widow) فيلم رومانسي أمريكي صامت تم إنتاجه في الولايات المتحدة وصدر في سنة 1925. من إخراج إريك فون ستروهايم وبطولة كلارك غيبل.

## روابط خارجية
- الأرملة المرحة على موقع IMDb (الإنجليزية)
- الأرملة المرحة على موقع روتن توميتوز (الإنجليزية)
- الأرملة المرحة على موقع ألو سيني (الفرنسية)
- الأرملة المرحة على موقع Turner Classic Movies (الإنجليزية)
- الأرملة المرحة على موقع أول موفي (الإنجليزية)
- الأرملة المرحة على موقع فيلمافينيتي (الإسبانية)
- الأرملة المرحة على موقع قاعدة بيانات الأفلام السويدية (السويدية)
- الأرملة المرحة على موقع قاعدة بيانات الفيلم (الإنجليزية)
- الأرملة المرحة على موقع ليتربوكسد (الإنجليزية)
- الأرملة المرحة على موقع كينوبويسك (الروسية)